# ウィリアム・キーリング

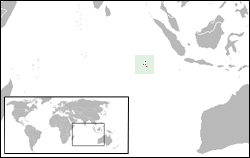
ココス(キーリング)諸島の位置

ウィリアム・キーリング（William Keeling、1578年 – 1620年）は、イギリス東インド会社で活動したイギリス人船長。1604年に、スザンナ (Susanna) の船長として東インド会社の第2回航海に参加し、1607年の第3回航海にはレッド・ドラゴン (Red Dragon) の船長を務めた。1609年には、ジャワ島からイングランドヘ戻る途中に、現在のココス諸島を発見したと考えられている。この島々には、後にキーリングの名が付けられ、「キーリング諸島」と称された。1618年ころにはワイト島にあるカウズ・キャッスル (Cowes Castle) の司令官となり、そのままワイト島で没した。
キーリングの日記は断片が残されており、1607年、1608年の日記では、船上で、シェイクスピアの『ハムレット』や『リチャード二世』を乗組員たちが演じた様子が、詳細に記されている。この日記の断片は、発見後しばらく偽物ではないかと疑われたが、今日では本物であると広く受け入れられている。